# Radiometria
Radiometria (z łac. radius "promień", metreo "mierzę") – dział fizyki i metrologii zajmujący się ilościowymi pomiarami energii promieniowania i wielkości fizycznych z nią związanych. Zbliżoną dziedziną jest fotometria, która również zajmuje się pomiarami energii promieniowania, ale jedynie w aspekcie wpływu na wrażenia wzrokowe w oku ludzkim (z uwzględnieniem czułości spektralnej oka).

## Wielkości radiometryczne
- Pojęcia radiometryczne mają różne nazwy i oznaczenia w zależności od dziedziny wiedzy (meteorologia, oceanografia, krystalografia)
- Irradiancja jest nazywana także natężeniem (intensywnością) napromieniowania.
- Strumień promieniowania jest także nazywany mocą promieniowania

| Wielkości radiometryczne w układzie SI  | Wielkości radiometryczne w układzie SI | Wielkości radiometryczne w układzie SI                                           | Wielkości radiometryczne w układzie SI | Wielkości radiometryczne w układzie SI |
| Wielkość                                | Symbol                                 | Jednostka w układzie SI                                                          | Skrót                                  | Uwagi |
| --------------------------------------- | -------------------------------------- | -------------------------------------------------------------------------------- | -------------------------------------- | --- |
| Energia promieniowania                  | Q                                      | dżul                                                                             | J                                      | energia |
| Strumień promieniowania                 | Φ                                      | wat                                                                              | W                                      | energia promieniowania na jednostkę czasu, (moc) promieniowania                                                                                                |
| Intensywność (natężenie) promieniowania | I                                      | wat na steradian                                                                 | W·sr−1                                 | strumień na jednostkę kąta bryłowego |
| Radiancja                               | L                                      | wat na steradian i metr kwadratowy                                               | W·sr−1·m−2                             | strumień na jednostkę kąta bryłowego na jednostkę powierzchni                                                                                                  |
| Irradiancja                             | E                                      | wat na metr kwadratowy                                                           | W·m−2                                  | Strumień promieniowania padający na powierzchnię prostopadłą do przychodzącego promieniowania. Czasami określana intensywnością (natężeniem) napromieniowania. |
| Emitancja (emisja) promieniowania       | M                                      | wat na metr kwadratowy                                                           | W·m−2                                  | strumień emitowany z powierzchni. |
| Radiancja spektralna                    | Lλ lub Lν                              | wat na steradian i metr sześcienny lub wat na steradian i metr kwadratowy i herc | W·sr−1·m−3 lub W·sr−1·m−2·Hz−1         | zazwyczaj mierzona w jednostkach W·sr−1·m−2·nm−1 |
| Irradiancja spektralna                  | Eλ lub Eν                              | wat na metr sześcienny lub wat na metr kwadratowy i herc                         | W·m−3 lub W·m−2·Hz−1                   | zazwyczaj mierzona w W·m−2·nm−1 |

## Zastosowania

### Meteorologia
W meteorologii przykładem instrumentu mierzącego irradiancję promieniowania słonecznego jest pyranometr, natomiast pyrgeometr mierzy irradiancję promieniowania podczerwonego (ziemskiego). Przykładem instrumentu mierzącego radiancję promieniowania słonecznego jest sunfotometr, instrument tego typu jest używany do oceny ilości pyłów zawieszonych w atmosferze, oceny ilości pary wodnej w atmosferze, lub oceny ilości ozonu. Radiometry używane są także w meteorologii satelitarnej w tzw. problemach teledetekcji.

### Chemia
Metody radiometryczne w chemii analitycznej są oparte na pomiarach energii promieniowania α, β lub γ wysyłanego w czasie przemian nuklidów, które mogą być spontaniczne lub wymuszone. Reakcje wymuszone przebiegają, gdy w wyniku zderzeń i absorpcji innych cząstek niosących energię w postaci pędu i masy utworzy się układ w stanie wzbudzonym, który rozpada się na produkty.
Radiometryczne techniki analityczne:
- technika rozcieńczeń izotopowych
- technika radiometrii aktywacyjnej

### Inne zastosowania
Radiometria jest podstawą wielu dziedzin nowoczesnych metod pomiarowych oraz wielu technik grafiki komputerowej (wykorzystywanych m.in. w produkcji filmów).  Radiometria jest używana w teledetekcji atmosfery ziemskiej i powierzchni ziemi z satelitów, jest używana do pomiarów różnych wielkości wtórnych (otrzymanych na podstawie pomiaru strumienia promieniowania) – takich jak ilość ozonu czy pary wodnej w atmosferze, charakteryzacji strefy eufotycznej w oceanie (np. koncentracji fitoplanktonu) i w wielu zastosowaniach fizyki.